# Petru Poni
Petru Poni, né le 4 janvier 1841 et mort le 2 avril 1925, est un chimiste et minéralogiste moldave (puis roumain).

## Biographie
Né dans une famille de răzeși (« paysans libres ») à Săcărești, dans le Județ de Iași, il fréquente l'école primaire de Târgu Frumos. En 1852, il s'inscrit à l'Academia Mihăileană ; parmi ses professeurs se trouvent le philologue et historien August Treboniu Laurian et Simion Bărnuțiu. Il entre à l'Université de Paris en 1865 et y étudie la chimie. Il rentre chez lui après l'obtention de son diplôme, enseignant la physique et la chimie au Lycée national de Iași et au lycée militaire. En 1878, il devient professeur à l'Université Alexandru Ioan Cuza de Iași, enseignant d'abord aux facultés de médecine et des sciences, puis plus tard uniquement au département de chimie minérale de cette dernière.
Il est ministre des Affaires religieuses et de l'Éducation à trois reprises : en 1891, 1895-1896 et en 1918. Un de ses rivaux acharnés est le conservateur (en) Titu Maiorescu, et il est obligé de quitter le cabinet libéral (en) en 1896 après un différend lié à l'Église orthodoxe roumaine. Lorsqu'il n'est pas au gouvernement, il continue de travailler dans son laboratoire de chimie à Iași.
Membre titulaire de l'Académie roumaine à partir de 1879, il est également président de l'Académie entre 1898 et 1901, et de nouveau entre 1916 et 1920. Son épouse est la poétesse Matilda Cugler-Poni.
Poni est maire de Iași, d'abord en 1907 puis en 1922. Il meurt à Iași en 1925 et est enterré au cimetière Eternitatea de la ville.